# Mike Peluso (Eishockeyspieler, 1965)
Michael David „Mike“ Peluso (* 8. November 1965 in Hibbing, Minnesota) ist ein ehemaliger US-amerikanischer Eishockeyspieler, der während seiner aktiven Karriere zwischen 1988 und 1998 unter anderem 520 Spiele für die Chicago Blackhawks, Ottawa Senators, New Jersey Devils, St. Louis Blues und Calgary Flames in der National Hockey League auf der Position des linken Flügelstürmers bestritten hat. Peluso, der den Spielertyp des Enforcers verkörperte, gewann in Diensten der New Jersey Devils im Jahr 1995 den Stanley Cup. Sein neun Jahre jüngerer, gleichnamiger Cousin war ebenfalls professioneller Eishockeyspieler.

## Karriere
Mike Peluso begann seine Karriere 1985 an der University of Alaska Anchorage in der National Collegiate Athletic Association, wo er vier Jahre aktiv war. Danach ging er für die Indianapolis Ice in der International Hockey League aufs Eis. Bereits dort fiel er ob seiner Spielhärte auf und sammelte dadurch viele Strafminuten – 337 Strafminuten in 89 Spielen.
Bis 1992 spielte er vor allem für die Chicago Blackhawks in der National Hockey League. Zwischendurch lief er mehrfach für die Indianapolis Ice auf, verbrachte den Großteil seiner Zeit dennoch bei den Blackhawks. Peluso war bereits beim NHL Entry Draft 1984 von den New Jersey Devils in der zehnten Runde an 190. Position ausgewählt worden, für die er erst 1993 auflief, da ihn die Devils in einem Transfergeschäft verpflichtet hatten.
Von 1992 bis 1993 spielte er für die Ottawa Senators, von denen er beim NHL Expansion Draft 1992 ausgewählt worden war, und von 1993 bis 1997 für die New Jersey Devils. Mit den Devils gewann er 1995 den Stanley Cup. Es folgten die Karrierestationen St. Louis Blues, zu denen er gemeinsam mit Ricard Persson im Tausch für Ken Sutton und einem Zweitrunden-Wahlrecht im NHL Entry Draft 1999 wechselte, und Calgary Flames. Danach beendete er seine Karriere.

## Erfolge und Auszeichnungen
- 1990 Turner-Cup-Gewinn mit den Indianapolis Ice
- 1995 Stanley-Cup-Gewinn mit den New Jersey Devils

## Karrierestatistik
(Legende zur Spielerstatistik: Sp oder GP = absolvierte Spiele; T oder G = erzielte Tore; V oder A = erzielte Assists; Pkt oder Pts = erzielte Scorerpunkte; SM oder PIM = erhaltene Strafminuten; +/− = Plus/Minus-Bilanz; PP = erzielte Überzahltore; SH = erzielte Unterzahltore; GW = erzielte Siegtore; 1 Play-downs/Relegation; Kursiv: Statistik nicht vollständig)